# Velká písňová forma
Velká písňová forma se skládá z velkých dílů, které samy o sobě představují malou písňovou formu dvojdílnou, třídílnou, případně vícedílnou prostou, rozšířenou nebo zúženou. Velká jednodílná forma neexistuje, jedná se o malou písňovou formu. Mezi jednotlivými díly velké formy bývá uplatněn větší kontrast. Díl „B“ bývá v jiné tónině než díl „A“, zvláště pak u složených forem.

## Velká dvojdílná písňová forma „A B“
Tato forma je typická pro pochod. Díl „A“ je v hlavní tónině, díl „B“ zvaný „trio“ bývá většinou v subdominantní tónině.

## Velká třídílná písňová forma „A B A“ s díly navzájem spojenými
Díly této formy na sebe navazují bez nápadných odsazení a přeryvů, díky tomu díly nejsou samostatné nebo soběstačné. Jsou 2 způsoby spojování, 1. způsob je pomocí vzájemného propojení dílů mezivětou. 2. způsob je založen na principu vplývání dílů do sebe, kdy konec doznívajícího a začátek následujícího dílu se vůči sobě přizpůsobí (řetězení). 
Tento způsob je využíván ve druhých větách symfonií, sonát a koncertů.

## Velká třídílná forma „A B A“ složená
Jednotlivé díly se vyznačují samostatností a soběstačností a pevnou harmonickou a tonální uzavřeností. Motivicky jsou díly vůči sobě kontrastní. Po vyslechnutí dílu „A“ posluchač neočekává pokračování.  Pokud je repríza dílu „A“ doslovná, mluvíme o formě „da capo“. Pokud jsou v dílu „A“ repetice, při opakování se repetice vypouštějí. Díl „B“ mívá označení „trio“, který je velmi často v subdominantní, paralelní, stejnojmenné nebo i v jiné tónině. Pokud jsou ve skladbě 2 tria, jde o formu pětidílnou.
Využívá se v samostatných skladbách, ve stejnojmenných tancích (polka, valčík, mazurka, polonézy), v cyklických formách (symfonie, koncerty, sonáty), ve třetích „tanečních“ větách (Menuet, Scherzo).

## Vícedílná forma
Vyskytuje se v řetězci tanců (polka, ...), příp. ve směsích známých melodií a evergreenů. 

## Rozšiřování a zužování formy
Tato forma může být rozšířena o introdukci, mezivěty nebo cody. Může být rovněž zúžena a to tak, když jeden z dílů je pouze malá písňová forma („A B a“, „A b A“, ...).
Opakem velké písňové formy je malá písňová forma.